# Prince Bira
 Birabongse Bhanutej Bhanubandh "Prince Bira"  va ser un pilot de curses automobilístiques tailandès que va arribar a disputar curses de Fórmula 1.
Bira va néixer el 15 de juliol del 1914 a Bangkok, Tailàndia. Va morir el 23 de desembre del 1985 a Londres, Anglaterra.

## A la F1
Va participar en la primera cursa de la història de la Fórmula 1 disputada el 13 de maig del 1950, el GP de la Gran Bretanya, que formava part del campionat del món de la temporada 1950 de F1, on va participar en aquesta única cursa.
Prince Bira va participar diverses curses més puntuables pel campionat de la F1, al llarg de diverses temporades (1950, 1951, 1952, 1953 i 1954).
Bira també va disputar nombroses curses no puntuables pel mundial de la F1.

## Resultats a la Fórmula 1
| Any  | Equip     | Xassís    | Motor      | 1       | 2     | 3      | 4       | 5       | 6       | 7       | 8       | 9      | Posició | Punts |
| ---- | --------- | --------- | ---------- | ------- | ----- | ------ | ------- | ------- | ------- | ------- | ------- | ------ | ------- | ----- |
| 1950 | Maserati  | Maserati  | Straight-4 | GBR Ret | MON 5 | 500    | SUI 4   | FRA NVS | BEL     | ITA Ret |         |        | 8th     | 5     |
| 1951 | Maserati  | O.S.C.A.  | OSCA V12   | SUI     | 500   | BEL    | FRA     | GBR     | ALE     | ITA     | ESP Ret |        | -       | 0     |
| 1952 | Gordini   | Gordini   | Straight-4 | SUI Ret | 500   | BEL 10 |         |         |         |         |         |        | -       | 0     |
| 1952 | Gordini   | Gordini   | Straight-6 |         |       |        | FRA Ret | GBR 11  | ALE     | HOL     | ITA     |        | -       | 0     |
| 1953 | Connaught | Connaught | Straight-4 | ARG     | 500   | HOL    | BEL     | FRA Ret | GBR 7   | ALE Ret | SUI     |        | -       | 0     |
| 1953 | Maserati  | Maserati  | Straight-6 |         |       |        |         |         |         |         |         | ITA 11 | -       | 0     |
| 1954 | Maserati  | Maserati  | Straight-6 | ARG 7   | 500   | BEL 6  | FRA 4   | GBR Ret | ALE Ret | SUI     | ITA     | ESP 9  | -       | 0     |

### Resum
| Curses: | Victòries: | Pòdiums: | Poles: | Voltes ràpides: | Punts: |
| ------- | ---------- | -------- | ------ | --------------- | ------ |
| 19      | 0          | 0        | 0      | 0               | 8      |